# Gerhard Sperling
Gerhard Sperling (Berlín, 25 de noviembre de 1937) es un atleta alemán especialista en marcha atlética.
Sperling subió al podio en 1965 con motivo de la Copa del Mundo de Marcha Atlética celebrada en Pescara.
Ha participado en tres citas olímpicas siempre sobre la distancia de 20 km. En el año 1964 participó por primera vez en unos Juegos Olímpicos. Lo hizo en los Juegos Olímpicos de Tokio. Finalizó en el puesto 9. Su segunda cita olímpica fue en los Juegos Olímpicos de México de 1968. Terminó en el puesto 5º. En 1972 acudió a los Juegos Olímpicos de Múnich donde terminó en el puesto 4, consiguiendo de esta manera su segundo diploma olímpico.
Sus mejores registros son en 20km, 1h:25:38 (1972).